# Мисион де Чичимекас Дос, Х. Луз Родригез Понсе (Сан Луис де ла Паз)
Мисион де Чичимекас Дос, Х. Луз Родригез Понсе (шп. Misión de Chichimecas Dos, J. Luz Rodríguez Ponce) насеље је у Мексику у савезној држави Гванахуато у општини Сан Луис де ла Паз. Насеље се налази на надморској висини од 2080 м.

## Становништво
Према подацима из 2010. године у насељу је живео 1 становник.

### Хронологија
| Година       | 2010 |
| ------------ | ---- |
| Становништво | 1    |

### Попис
| # | Индикатор                     | Вредност |
| - | ----------------------------- | -------- |
| 1 | Укупно домаћинстава           | 1        |
| 2 | Укупно насељених домаћинстава | 1        |
| 3 | Величина локације             | 1        |